# Ants Mängel
Ants Mängel (nascido a 26 de janeiro de 1987) é um jogador de badminton da Estónia. Nasceu em Tallin. Começou a praticar badminton em 1994, treinado por Koit Muru. Competiu no Campeonato Europeu em 2006 e 2008. Entre 2005 e 2011 ganhou 10 medalhas de ouro no Campeonato da Estónia. De 2005 a 2012 foi membro da seleção nacional de badminton da Estónia.